# Тростянское сельское поселение (Еланский район)
Тростя́нское се́льское поселе́ние — муниципальное образование в Еланском районе Волгоградской области. Административный центр — село Тростянка.

## История
Тростянское сельское поселение образовано 24 декабря 2004 года в соответствии с Законом Волгоградской области № 980-ОД.

## Население
| 2010  | 2012  | 2013  | 2014  | 2015  | 2016  | 2017  |
| ----- | ----- | ----- | ----- | ----- | ----- | ----- |
| 1229  | ↘1199 | ↘1175 | ↘1171 | ↘1116 | ↘1092 | ↘1061 |
| 2018  | 2019  | 2020  | 2021  |       |       |       |
| ↘1038 | ↘1022 | ↘983  | ↘971  |       |       |       |

## Состав сельского поселения
| № | Населённый пункт | Тип населённого пункта       | Население |
| - | ---------------- | ---------------------------- | --------- |
| 1 | Красноталовский  | хутор                        | 456       |
| 2 | Новобузулукский  | хутор                        | 87        |
| 3 | Носовский        | хутор                        | 76        |
| 4 | Поручиковский    | хутор                        | 51        |
| 5 | Ровинский        | хутор                        | 7         |
| 6 | Тростянка        | село, административный центр | 551       |
| 7 | Хощининский      | хутор                        | 1         |